# Association mondiale des exploitants nucléaires

Logo de WANO (World Association of Nuclear Operators)

Association mondiale des exploitants nucléaires ou WANO est la dénomination internationale officielle (en anglais World Association of Nuclear Operators), une association lancée à Moscou en mai 1989, qui réunit, au niveau mondial, principalement, tous les propriétairess/exploitants de centrales nucléaires. WANO dispose d'un bureau à Londres et Shanghai et de centres régionaux à Atlanta, Moscou, Paris et Tokyo.
L'objectif de cette association, sur la base, notamment, de visites faites in situ dans les centrales nucléaires, est d'améliorer la sûreté nucléaire des installations de ses membres.

## Statut juridique
(WANO),(World Association of Nuclear Operators, Association Mondiale des Exploitants Nucléaires) est une organisation internationale à but non lucratif, de droit britannique, dont le siège social est à Londres, ayant pour mission de maximiser la sûreté et la fiabilité des centrales nucléaires commerciales mondiales. 

## Présidence
Les acteurs français du nucléaire sont très impliqués dans l'organisation :  En mars 2013, c'est Jacques Regaldo (alors âgé de 56 ans, cadre durant 32 ans au sein d'EDF) qui est nommé président de la WANO, où il succède à un autre cadre d'EDF : Laurent Stricker (président de la WANO de 2009 à février 2013).

## Contexte et prémisses
Il est apparu assez « tôt » (dans l'histoire de l'atome civil), notamment après l'accident nucléaire de Three Mile Island), pour les exploitants de centrales nucléaires, qu'il était utile, voire indispensable de fréquemment partager leurs retours d'expérience, pour une exploitation plus sûre des réacteurs et centrales. 
Dans un premier temps, des échanges systématiques d'informations ont eu lieu entre certains pays, via des bureaux centraux. Ce fut par ex. le cas entre la République fédérale d'Allemagne, la France, le Royaume-Uni et la Suède.
Un système de signalement des événements significatifs (USERS) s'est mis en place en Europe, d'abord via l'UNIPEDE (Union internationale des producteurs et distributeurs d'énergie électrique (1967-1987)), et à échelle internationale via l'Institute of Nuclear Power Operation (INPO) basé aux États-Unis. 
La centrale de production de Tchernobyl en 1986 fut à la fois un choc, une fin et un commencement pour l'industrie nucléaire. Face à cette réalité, les responsables de centrales, partout dans le monde, ont pris l'initiative de mettre de côté leurs divergences compétitives et régionales pour travailler en commun à mieux comprendre et gérer le risque dans les pilotage et la gestion des centrales, et à mieux pratiquer et gérer la communication de crise. En 1987, ils ont décidé de se fédérer en une association internationale pour « pallier le manque d'intégration entre les exploitants de centrales nucléaires ».

## Histoire
WANO a formellement été officialisé à Moscou en 1989, lors d'une conférence internationales des exploitants de centrales nucléaires qui a réuni plus de 350 délégués de 30 pays durant deux jours (15-16 mai 1989), 3 ans après l'accident nucléaire de Tchernobyl (Ukraine), qui a poussé après que les exploitants nucléaires à travers le monde à reconnaitre la nécessité de mieux travailler ensemble à l'amélioration de la sûreté, la fiabilité des centrales, et à prévenir les récurrences d'incidents ou accidents (les retours d'expérience montraient souvent que de nombreux incidents et accidents auraient pu et du être évités si des enseignements avaient été tirés des incidents précédents). 
Cette première rencontre était organisée conjointement par Lord Walter Marshall of Goring (en), le président du conseil d'administration de la plus importante Compagnie électrique de Grande-Bretagne, la Central Electricity Generating Board (en) (CEGB), et Nikolai F. Lukonin, Ministre de l'Énergie Atomique d'URSS. Environ 140 délégués de 29 pays s'y sont engagés à apporter leur soutien à l'organisation et ont signé sa nouvelle charte.
WANO a rapidement réuni toutes les compagnies et tous les pays détenant une centrale nucléaire commerciale afin d'atteindre les meilleures normes de sûreté et de fiabilité nucléaires. En 1991, deux ans après la création de l'organisation, tous les propriétaires de centrale nucléaire en exploitation dans le monde (ils étaient alors 140) s'étaient inscrits comme membres de WANO.
Pour permettre aux membres une communication efficace, faciliter l'acquisition de l'information et son partage efficace entre les opérateurs, il est apparu utile de prendre en compte les contextes prévalant dans les pays membres, WANO a été organisé en quatre centres régionaux, basés dans quatre capitales : Atlanta, Moscou, Paris et Tokyo, coordonnés par un bureau central basé à Londres. plus tard, un autre centre régional sera créé, à Shanghai. 
L'organisation apporte à ses membres une assistance mutuelle, des échanges de connaissances et de savoir-faire en matière de sûreté, des retour d'expérience en exploitation, la co-réalisation d'un corpus partagé des meilleures pratiques du domaine.
Elle le fait principalement via cinq programmes (détaillés plus bas) : 
1. Peer Review (Revue par les pairs) ;
2. Performance Analysis (Evaluation  de la performance en matière de sûreté) ;
3. Member Support (Aide aux membres) ;
4. Training and Development (Exercices et amélioration) ;
5. Corporate Communications  (Communication d'entreprise).

À la suite de l'accident nucléaire de Fukushima en 2011, WANO, en lien avec NucNet a étendu son engagement à améliorer la sûreté et les performances des installations de ses membres. WANO a identifié 12 projets « post-Fukushima » à mettre en œuvre sur plus de 460 centrales nucléaires commerciales à travers le monde afin d'en améliorer la sûreté.
Dans les années 2020, WANO apporte son assistance à plus de 130 membres qui exploitent environ 460 réacteurs nucléaires civils répartis dans plus de 30 pays et régions du le monde. Mais ces opérateurs sont confrontés à de nouveaux enjeux et défis défi : leurs centrales sont pour beaucoup vieillissantes et les coûts de carénage, d'entretien et de mise aux nouvelles normes (post-fukushima notamment) augmentent ; certaines installations supportent difficilement les effets du réchauffement climatique (montée de la mer, risque sismique et de tsunami, risque accrus d'inondation en hiver, manque d'eau de refroidissement en été...). S'ajoutent le risque terroriste, et - pour la première fois - les effets retardés du babyboom (papy-boom : en 2022 : 1 salarié sur 4 du nucléaire a plus de 55ans, et sera en retraite dans les 10 ans,  contre 1 sur 10 dans le secteur des énergies renouvelables ; et 9% ont déjà plus de 65 ans, c'est-à-dire pourraient déjà partir retraite..). 
Or, dans le même temps - comme pour la filière pétrolière - la filière nucléaire (emplois masculins à 74%) , même en France, au début des années 2020 peine à recruter, et n'a jamais attiré aussi peu d'étudiants dans les universités et écoles d'ingénieurs ; aux Etats-Unis, seuls 10% de la génération Z et 13% des millenials associent spontanément l'industrie pétrolière au métier d'ingénieur. La demande d'une électricité décarbonée, propre, sûre et assez facilement pilotable, ainsi qu'une reconnaissance par la COP28, semble devoir favoriser la filière nucléaire. Mais le prix des énergies renouvelables (photovoltaïque notamment) est en baisse régulière depuis des décennies, alors que le coût de l'EPR de Flamanville a été revu à la hausse.

## Missions principales
WANO n'est ni une agence, ni un organisme réglementaire ou consultatif, ni un lobbyiste pour l'industrie nucléaire. Sa mission consiste à maximiser la sûreté et la fiabilité des centrales nucléaires à travers le monde par un travail commun d'évaluation, d'inter-comparaison et d'améliorations des performances, au travers d'une assistance mutuelle, d'échanges d'informations et de l'émulation des meilleures pratiques entre ses membres.
En 1990, WANO a publié son premier rapport « Meilleures Pratiques WANO » sur la Maintenance Prédictive des Centrales. L'organisation a aussi démarré son programme d' « Indicateurs de Performances » (Performance Indicator, PI) pour recueillir les données clés des performances auprès de ses membres.
En 1992, WANO a réalisé sa première Peer Review sur la centrale nucléaire de Paks en Hongrie en 1992. Les Peer Reviews sont devenues un programme officiel WANO l'année suivante. WANO a rendu les Peer Reviews obligatoires pour les membres en 2006, chaque centrale nucléaire commerciale au monde devant avoir accueilli au moins une Peer Review avant 2010.

## Programmes WANO
- Programme Peer Review fournit une évaluation critique des performances de la centrale, à partir d'une visite in situ, par une équipe expérimentée de pairs de l'industrie venus du monde entier ; vis-à-vis de normes nucléaires d'excellence dans l'industrie, telles que définies par les « Objectifs et Critères de Performance » WANO[14].
- Programme Performance Analysis : il rassemble, filtre et analyse les données du retour d'expérience en exploitation et des performances, fournissant aux membres des enseignements tirés et des rapports sur les connaissances des performances dans l'industrie. Cruciale à sa réussite, la volonté des membres de WANO de partager ouvertement l'expérience en explitation ainsi que les données des performances au bénéfice des exploitants nucléaires à travers le monde[15],[16]. 
WANO définit des listes d' indicateurs de performance de sécurité, qui sont des compléments aux inspections faites dans les installations nucléaires[17]. Par exemple, en 2003, les suédois ont choisi d'évaluer leurs réacteurs via 6 de ces indicateurs : Exposition Collective aux Radiations (CRE), Indice de Fiabilité du Combustible (FRI), Performance des Systèmes de Sécurité (SP1/2/5),  Arrêts Automatiques Non Planifiés (UA7), Facteur de Capacité de l'Unité (UCF) et Facteur de Perte de Capacité Non Planifiée (UCL) et leur évaluation a été publiée et mise à disposition de tous[17].
- Programme Member Support : Les membres s'aident les uns les autres à améliorer la sûreté et de la fiabilité de centrales. Parmi les activités des missions d'assistance aux membres figurent : l'assistance aux nouvelles tranches, les principes, les guides et les bonnes pratiques, et l'amélioration de l'assistance aux membres. Ensemble, ils aident les membres à tirer des enseignements de l'expérience de leurs pairs[18].
- Programme Training and Development offre une assistance aux membres WANO avec ateliers (workshop), séminaires et formations. Sont concernés aussi bien les nouveaux entrants que les centrales en exploitation. Parmi les activités spécifiques, citons les ateliers, les séminaires, les cours de formation et les formations au leadership[19].
- Programme Corporate Communications garantit que la mission de WANO, sa vision et ses activités soient partagées avec tous les publics internes et externes. Cela comprend aussi les membres WANO, les fournisseurs et constructeurs de l'industrie, les nouveaux entrants, les nations qui envisagent l'apport du nucléaire à leur mix énergétique, toutes les autres parties intéressées ainsi que les médias. Une grande variété de canaux sont utilisés pour la promotion de l'accès aux produits et services WANO.

## Membres
Centre d'Atlanta :
Centre de Moscou :
Centre de Paris :
Centre de Tokyo :

### Sources
- (en) « Interview of Mr. Laurent STRICKER, Chairman of WANO », sur sfenjg.org, SFEN Jeune Génération, 19 avril 2010 (consulté le 11 janvier 2013)
- (en) « IAEA and WANO Sign New Memorandum of Understanding », sur iaea.org, AIEA, 17 septembre 2012 (consulté le 11 janvier 2013)
- (fr) « L'AIEA et la Wano souhaitent renforcer leur collaboration », sur nuklearforum.ch, Forum nucléaire suisse, 20 septembre 2012 (consulté le 11 janvier 2013)
- Institut de radioprotection et de sûreté nucléaire
- Institut de l'Exploitation des Centrales Nucléaires, INPO
- Agence Internationale de l'Énergie Atomique AIEA
- Association Nucléaire Mondiale
- Agence de l'Énergie Nucléaire OCDE NEA
- Institut Japonais de la Sûreté Nucléaire JANSI
- IYNC International
- Université Mondiale du Nucléaire WNU ----